# Richtlinie 2008/1/EG (IVU-Richtlinie)
Die Richtlinie 2008/1/EG des Europäischen Parlaments und des Rates vom 15. Januar 2008 über die integrierte Vermeidung und Verminderung der Umweltverschmutzung (IVU-Richtlinie) (englisch Integrated Pollution Prevention and Control, IPPC) zielte auf ein hohes Schutzniveau für die Umwelt für bestimmte industrielle Tätigkeiten. Die Vorgängerrichtlinie (96/61/EG) wurde bereits im Jahr 1996 verabschiedet und sah eine Umsetzung in allen Anlagen bis zum 31. Oktober 2007 vor. Im Jahr 2010 wurde die IVU-Richtlinie mit wenigen, aber wesentlichen Änderungen in die Industrieemissionsrichtlinie (2010/75/EU) integriert.
Die IVU-Richtlinie (2008/1/EG) sah Maßnahmen zunächst zur Vermeidung, dann zur Verminderung von Emissionen in Luft, Wasser und Boden sowie auch von Abfall vor. Zu den bestimmten Tätigkeiten gehörten gemäß Anhang I die Energiewirtschaft, die Abfallbehandlung, die Metallindustrie, die mineralbearbeitende, die chemische und andere bestimmte Industriezweige.
Die IVU-Richtlinie bestimmte in 23 Artikeln allgemeine Prinzipien der Grundpflichten der Betreiber von Anlagen, deren Genehmigung, Genehmigungsauflagen, Genehmigungsverfahren, Information und Beteiligung der Öffentlichkeit usw.
Im Artikel 2 wurden Begriffe wie z. b. Stoff, Umweltverschmutzung, Anlage, bestehende Anlage, Emission, Emissionsgrenzwert, Umweltqualitätsform, beste verfügbare Technik, Betreiber legal definiert.
Die Richtlinie sah Mindestanforderungen für die von den Mitgliedstaaten zu treffenden erforderlichen Vorkehrungen vor, damit die zuständigen Behörden bestimmte Überwachungspflichten einhalten.

## Beste verfügbare Technik
Der in der Praxis wichtigste Teil der IVU-Richtlinie sind 33 ausführliche Referenz-Dokumente bzw. „Merkblätter zur besten verfügbaren Technik“ (engl. Best Available Technique Reference Document BREF, deutsch: BVT-Merkblatt). Für einzelne Anlagearten bzw. Industriebranchen sind die nach dem derzeitigen Stand der Technik ökologisch und ökonomisch vorteilhaftesten Technologien und Verfahrensweisen beschrieben und bewertet. Die BVT-Merkblätter sollen von lokalen Genehmigungs- und Kontrollbehörden in allen EU-Ländern angewandt werden. Die EU-Kommission hat jedoch nur die englische Fassung vollständig veröffentlicht und in den Sprachen der Mitgliedstaaten lediglich für eine Übersetzung der Zusammenfassung gesorgt. Aus finanziellen Gründen haben auch die Mitgliedstaaten nur selten die BVT-Merkblätter in ihre Landessprache(n) übersetzt. Deutschland hat eine Übersetzung der wichtigsten Kapitel der 33 BVT-Merkblätter erstellt, in denen „BVT-Kandidaten-Techniken“ beschrieben werden (meist Kapitel 4) und die Festlegungen der „besten verfügbare Techniken“ erfolgte (meist Kapitel 5). Da sich die Techniken ständig weiterentwickeln, werden die BVT-Merkblätter regelmäßig (etwa alle 6–10 Jahre) aktualisiert. Zusammenfassungen und (Teil-)Übersetzungen der BVT-Merkblätter werden auf Deutsch vom Umweltbundesamt herausgegeben.
Die Neigung einzelner BVT-Merkblätter zur ökologischen oder zur ökonomischen Seite hängt in einzelnen Fällen von der Besetzung der Arbeitsgruppe und dem Einfluss von Industrie- oder Umweltverbänden ab. Die BVT-Merkblätter werden als „Stimme Europas“ auch über den rechtlichen Geltungsbereich hinaus als Referenz für den Betrieb von Industrieanlagen wahrgenommen.

## Ablösung durch die Industrieemissionsrichtlinie (2010/75/EU)
Die Europäische Kommission überprüfte zwischen 2005 und 2007 die IVU-Richtlinie hinsichtlich von Klarstellungen, Erweiterung des Geltungsbereichs sowie hinsichtlich der Integrierung weiterer Richtlinien. Die BVT-Merkblätter sollten eine stärkere Verbindlichkeit erhalten, damit EU-weit ähnliche Anforderungen an Industrieanlagen gestellt werden. Zusammenfassend wurde festgestellt, dass die IVU-Richtlinie „in wesentlichen Punkten geändert werden“ müsse. Am 21. Dezember 2007 legte die EU-Kommission einen Vorschlag zur Novellierung vor: Die neue Richtlinie 2010/75/EU („Industrieemissionsrichtlinie“). Diese Richtlinie wurde nach Diskussion und einigen Änderungen vom EU-Parlament und vom Europäischen Rat im Jahr 2010 verabschiedet wurde. Sie trat am 6. Januar 2011 in Kraft und war von den Mitgliedstaaten bis zum 6. Januar 2013 in nationales Recht umzusetzen.